# Ranaghan
Ranaghan is een townland in het Ierse graafschap County Westmeath.